# 彼得峰 (利文斯頓島)

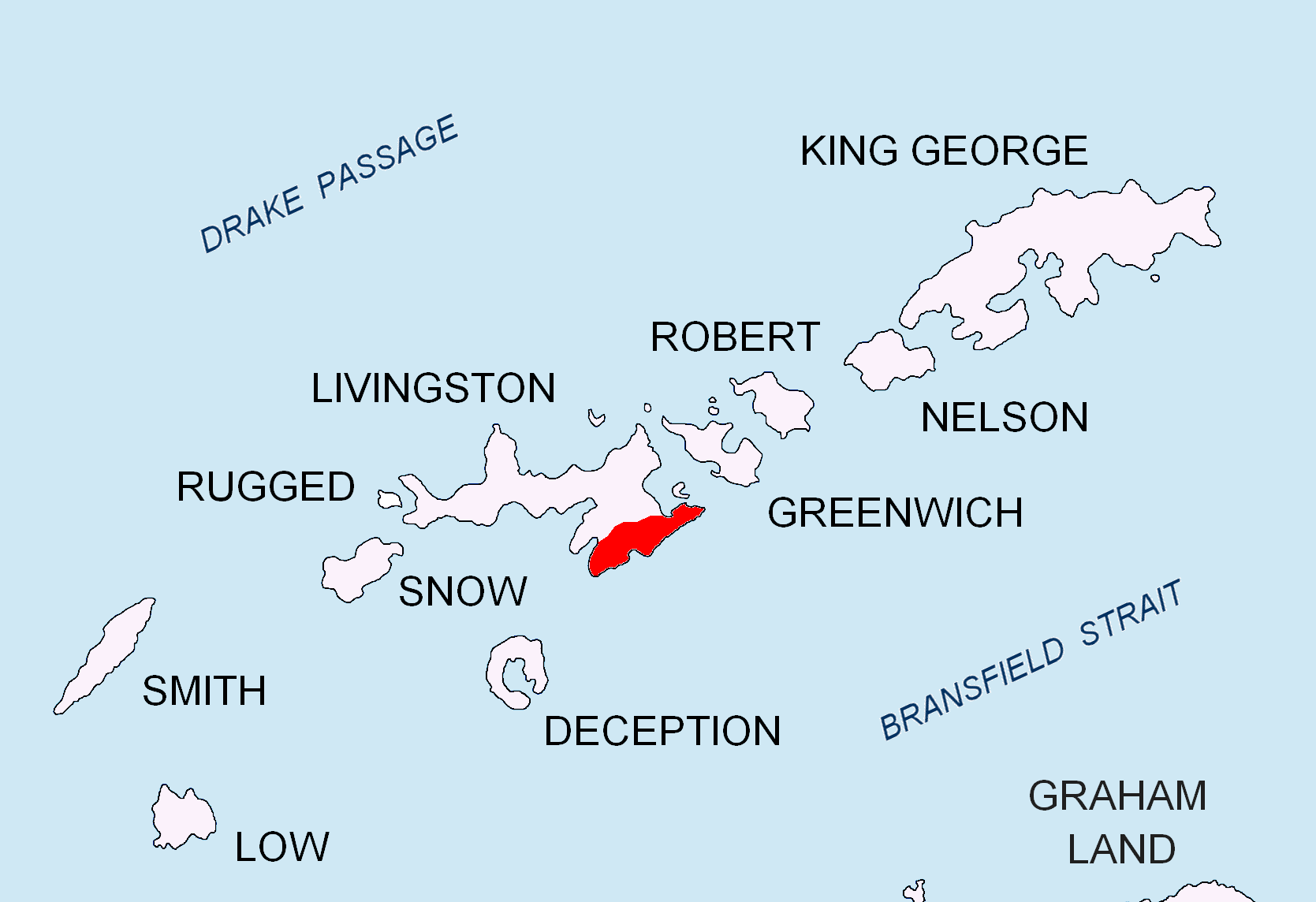

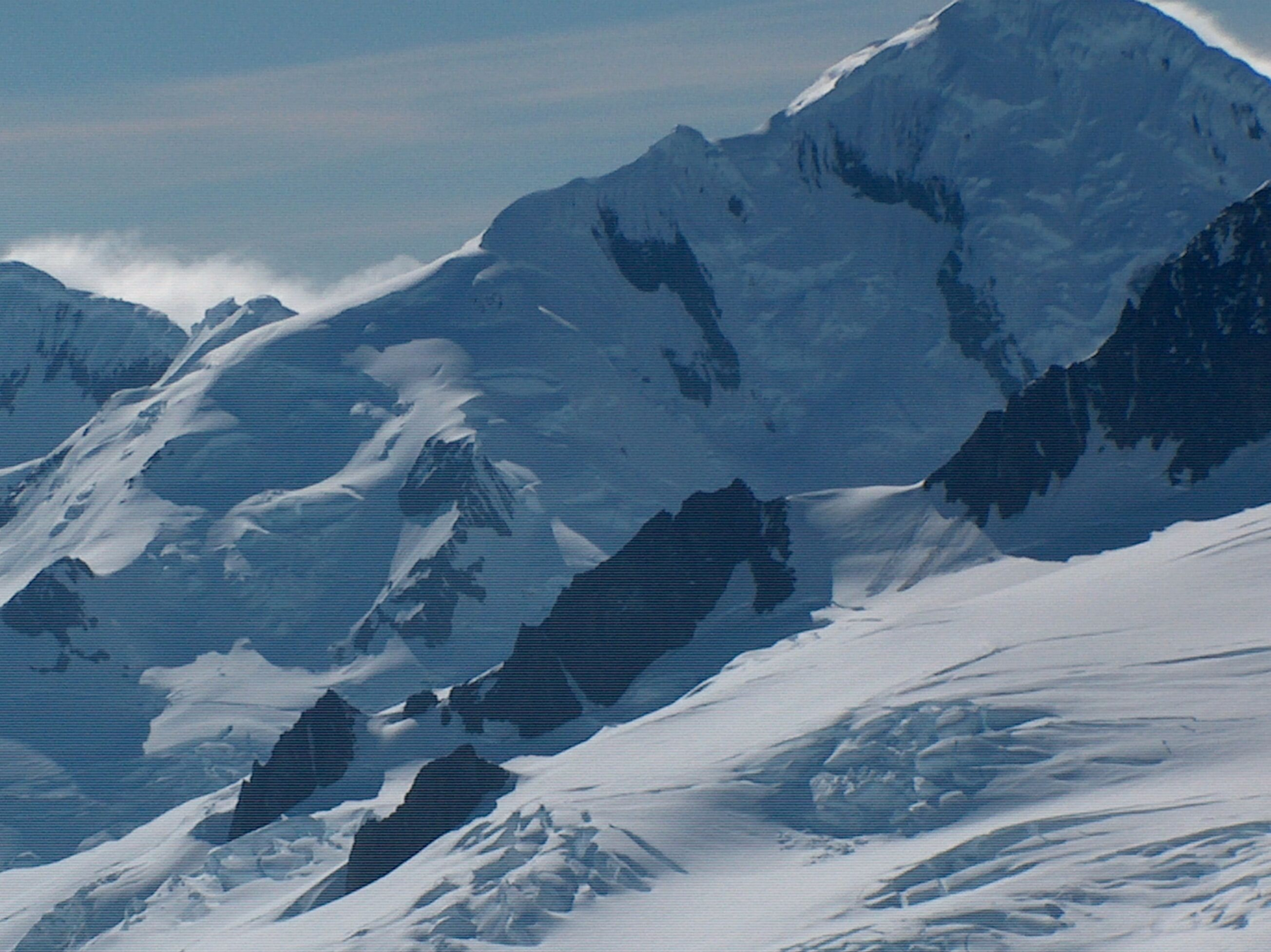

彼得峰（英語：Peter Peak）是南極洲的山峰，位於南設得蘭群島的利文斯頓島東面，屬於騰格里山脈中德爾切夫嶺的一部分，海拔高度850米，處於亞沃羅夫峰西南面1.72公里和羅多皮峰西南面1.76公里。
62°38′16.3″S 59°56′20″W / 62.637861°S 59.93889°W